# Karin Holstius
Karin Onerva Holstius, född 20 april 1933 i Helsingfors, död där 27 mars 2019, var en finländsk företagsekonom.
Holstius avlade ekonomie doktorsexamen 1982. Hon var 1965–1982 lektor i svenska språket vid Svenska handelshögskolan, 1983–1986 tillförordnad biträdande professor i marknadsföring och 1986–1991 tillförordnad professor i industriföretagens internationella operationer vid Tekniska högskolan i Villmanstrand samt professor i internationell marknadsföring vid Åbo handelshögskola 1991–1997.
I sin forskning behandlade Holstius bland annat internationell marknadsföring och internationell företagsamhet, teknologispridning och kulturella skillnader samt reklam. 
Hon var från 1987 gift med framtidsforskaren Pentti Malaska.